# 河合遺跡
河合遺跡（かわいいせき）は、大阪府松原市河合1丁目から6丁目にかけて広がる弥生時代から江戸時代にかけての集落跡や官衙跡からなる複合遺跡。史跡指定はされていない。河合遺跡として周知されている範囲は、東西約1,100メートル、南北約700メートル、面積約574,220平方メートルで、範囲内には下高野街道（しもこうやかいどう）と丹比大溝（たじひおおみぞ）の2つの遺跡も存在する。

## 遺跡の立地と概要

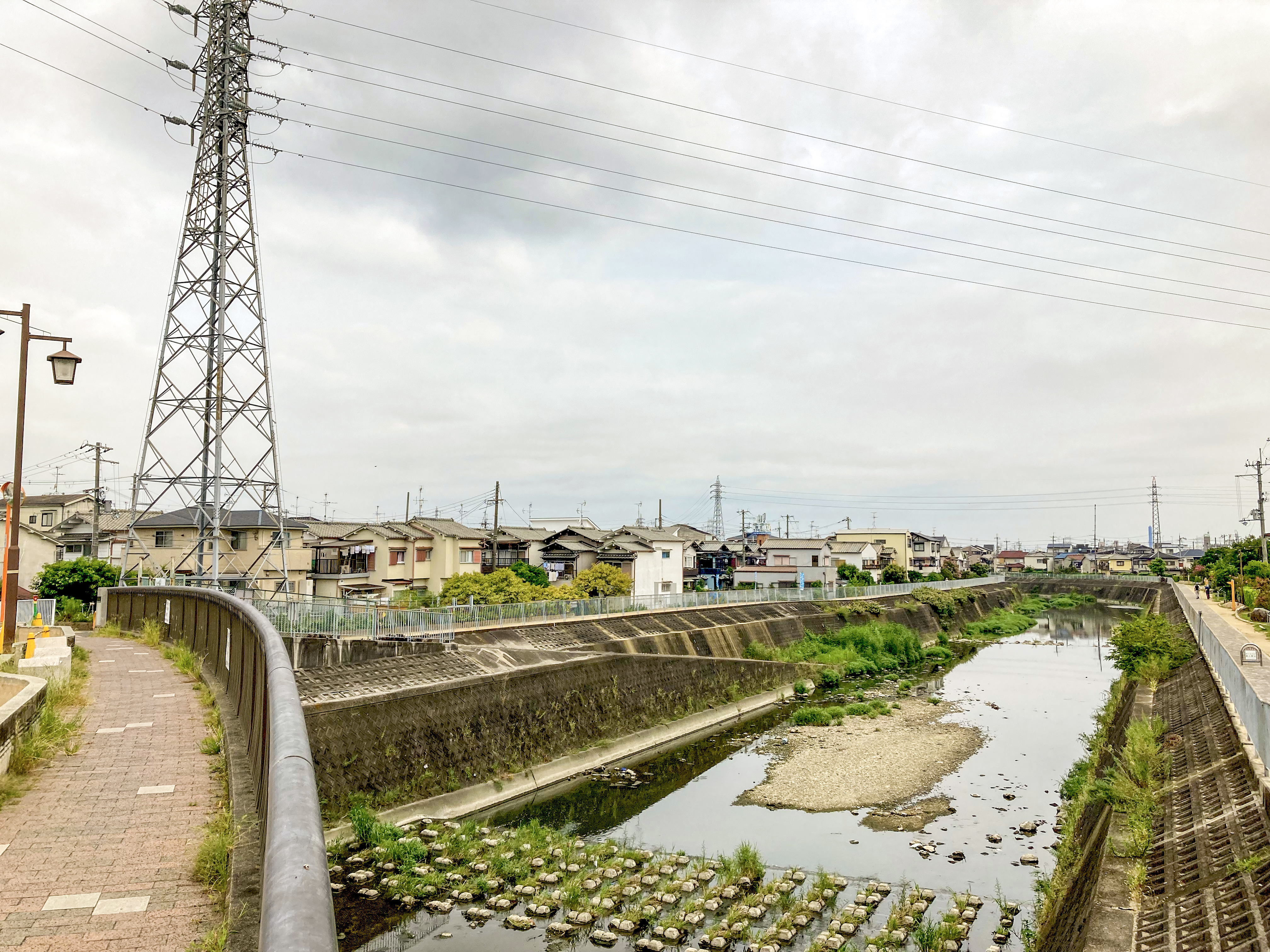
西除川_大阪府松原市新堂5丁目

遺跡は松原市の南西端に位置し、7世紀前半に築かれたため池である狭山池より下流する西除川の左岸を南北に走る泉北台地上に立地する。遺跡の標高は南端が約25メートル、北端が約20メートルと南に向かい傾斜している。台地は更新世の堆積物からなり、台地上は開析が進み窪地や浅い谷が発達している。また、台地上にはこれらの地形を堰き止める形でため池が築かれており、遺跡範囲内には尻池・新池・古池が存在する。
かつては、河合遺跡と河合西遺跡の2つの遺跡として周知され弥生時代の石鏃が表採されることで知られていた。その後、遺跡の範囲が拡大し河合遺跡として周知されている。これまでに主に飛鳥時代から鎌倉時代の掘立柱建物跡が発掘されており、他に飛鳥時代以降に開削された大溝（河合大溝または丹比大溝）や奈良時代の地方官衙も発掘されている。飛鳥時代から奈良時代の遺構では、漆容器・墨書土器・銅製錘・神宮開寶・斎串や人形（ひとがた）などの木製品が出土している。

## 遺跡の変遷

### 弥生時代以前
遊離資料ではあるが、河合5丁目の発掘調査で出土した縄文時代の有舌尖頭器が最も時代を遡る出土遺物である。この時期の生活跡が確認されていないが、河合遺跡の北に接する南新町遺跡の南端に位置する調査地では縄文時代の石器を伴う土坑が確認されている。弥生時代の集落はこれまでの発掘調査では確認されていないが、古池の西および河合集落の南でサヌカイト製石鏃が採取されている。

### 古墳時代
この時代の明確な遺構は発掘調査で確認されていない。しかし、後世の遺構埋土から須恵器や円筒埴輪の破片が出土しており周辺に集落や古墳が存在した可能性もある。

### 飛鳥時代
河合3丁目の古池池底及び堤下で行われた発掘調査（現在、河合古池公園）では掘立柱建物の柱穴が複数確認されており、そのうち1基からは飛鳥時代後期から奈良時代の土師器・須恵器の破片とともに秤の銅製錘が出土している。

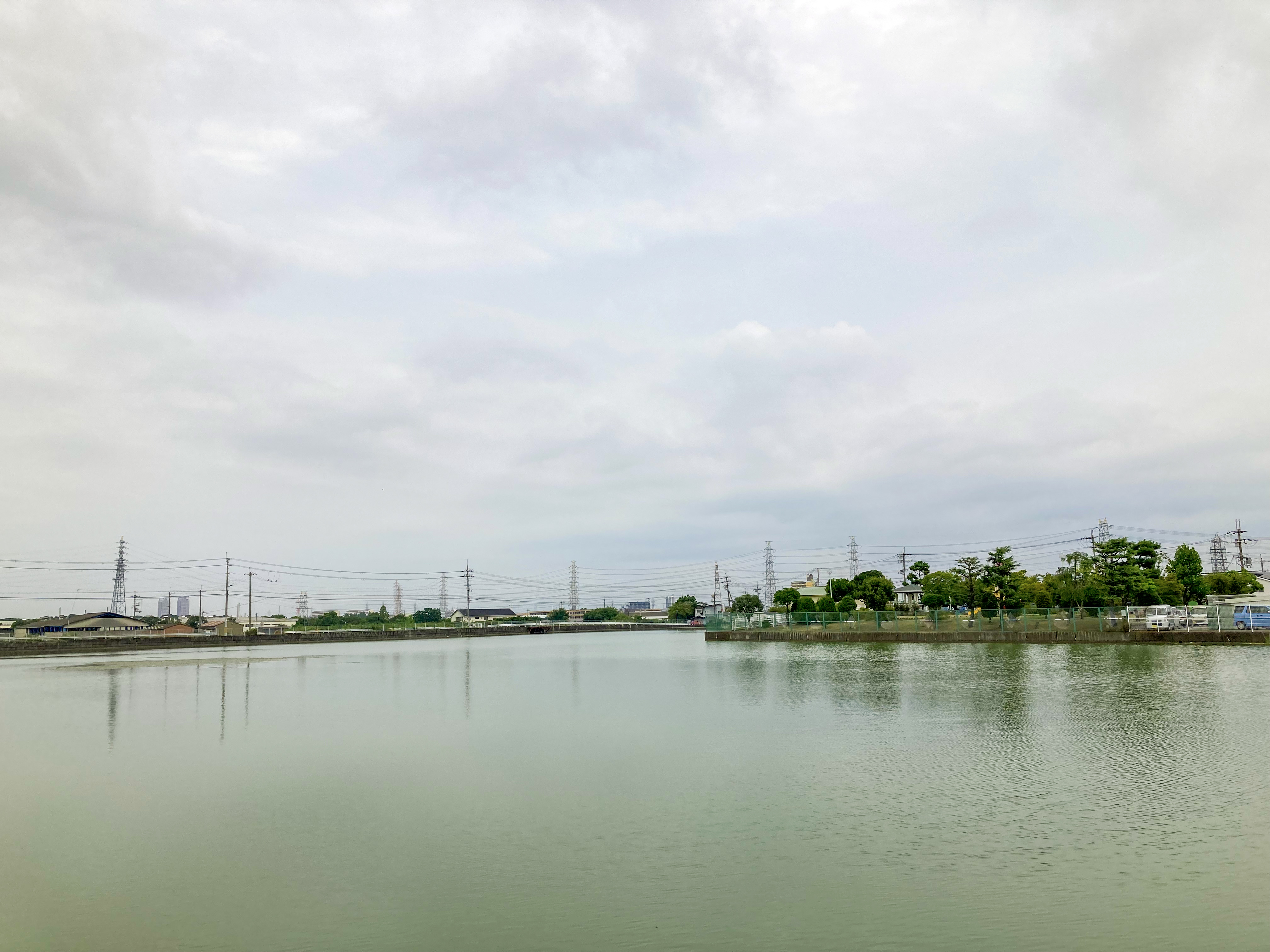
大阪府松原市河合3丁目に所在するため池「古池」

河合6丁目の発掘調査では、幅約12メートル・深さ約２メートルの大溝が約65mにわたって確認されている。ほぼ直線に伸びた溝の主軸はN−73°−Eで、調査区西端で大溝の南肩に南北方向の溝が接続している。整地土とされる上層堆積からは中世の土器が出土しており、この時期に完全に埋没したと考えられている。大溝のからは7世紀後半から8世紀中葉の土器と木製品が出土しており、人面墨書土器・ミニチュア竃・人形など特殊なものが含まれている。また、神功開寶（初鋳765年）も1点出土している。この大溝（河合大溝または丹比大溝）については、西除川からの導水を目的とした灌漑水路であると考え『住吉大社神代記』の「針魚川」に比定する説がある。またこの大溝に接続すると考えられるものが古池の池底及び堤体下で行われた2件の発掘調査で確認されており、西側の調査地で確認された大溝の幅は約9.6メートル、東側で確認されたものは幅4.8メートルである。なお、これら3地点で確認された大溝はいずれも断面が逆台形である。

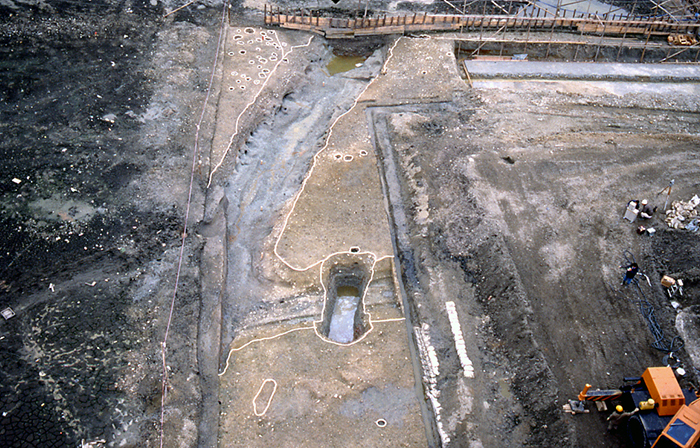
河合（河合3丁目所在、古池の池底及び堤下）で確認された大溝（丹比大溝又は河合大溝）

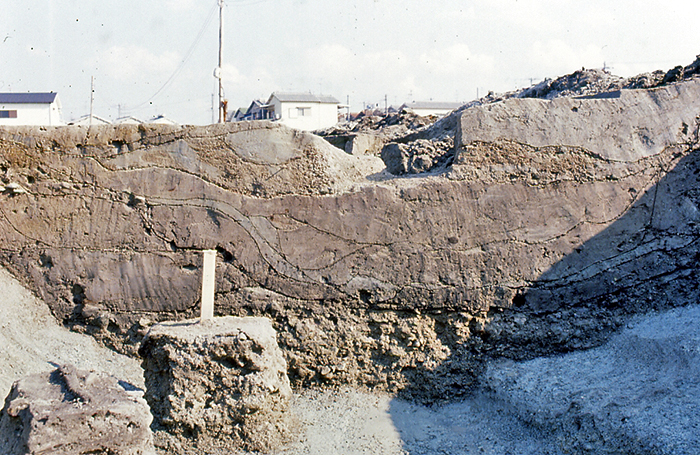
河合（河合3丁目所在、古池の池底及び堤下）で確認された大溝（丹比大溝又は河合大溝）の堆積状況。

河合5丁目の発掘調査では、奈良時代の官衙を建設する際に埋め立てられた谷状地形を南流する自然流路が確認されている。そこからは、漆の運搬容器として利用された須恵器壺が出土している。また、丹比廃寺式軒丸瓦も1点出土している。

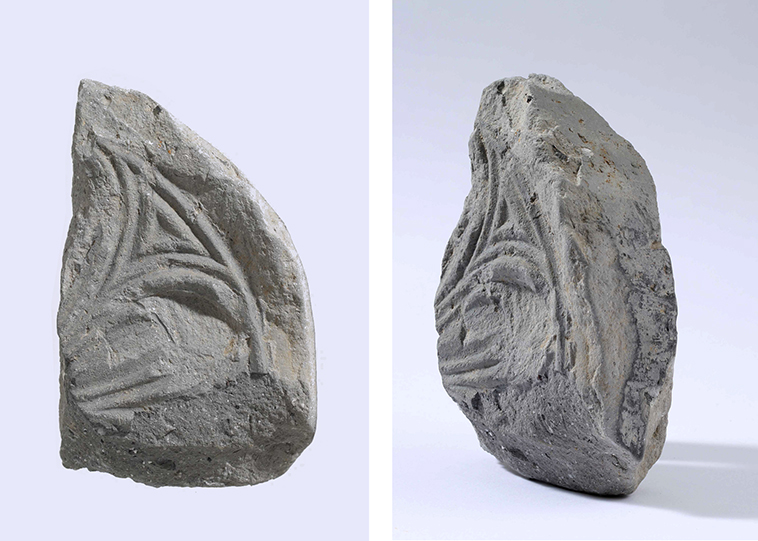
河合遺跡（河合5丁目）より出土した飛鳥時代の丹比廃寺式軒丸瓦の破片

### 奈良時代
河合3丁目で行われた発掘調査では、奈良時代の建物柱穴・土坑・井戸が確認されている。井戸から出土した土器には墨跡が残る土師器杯や硯に転用された須恵器杯が含まれており、他に斎串や曲物といった木製品も出土している。。
3か所の発掘調査地点で確認されている飛鳥時代に開削された大溝（河合大溝または丹比大溝）はこの時期も機能している。

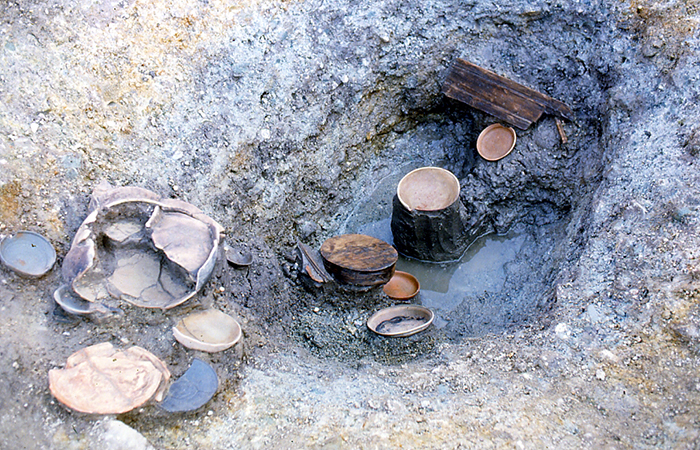
河合遺跡（河合3丁目所在、古池の池底及び堤下）確認された奈良時代の井戸

河合5丁目の発掘調査（現在、松原市立学校給食センター）では、官衙跡と思われるコの字形に配置された長舎が確認されている。南辺に長舎が存在することから調査地の西側にも長舎が存在し、55メートル四方の空間をロの字形に囲うと推測されている。この方形空間を囲う長舎は、7世紀第4四半期から8世紀初頭に建築され8世紀後半には廃絶したと考えられている。廃絶後新たに建物が建てられるが、空間を囲い遮蔽するような配置は採らず平安時代の前半には廃絶する。長舎の周辺からは須恵器円面硯や「吉」の字が底面に墨書された須恵器杯が出土している。

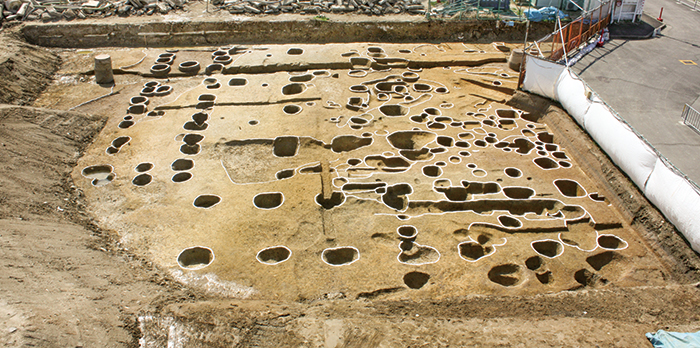
河合遺跡（河合5丁目）で確認された奈良時代の長舎（北西の隅）

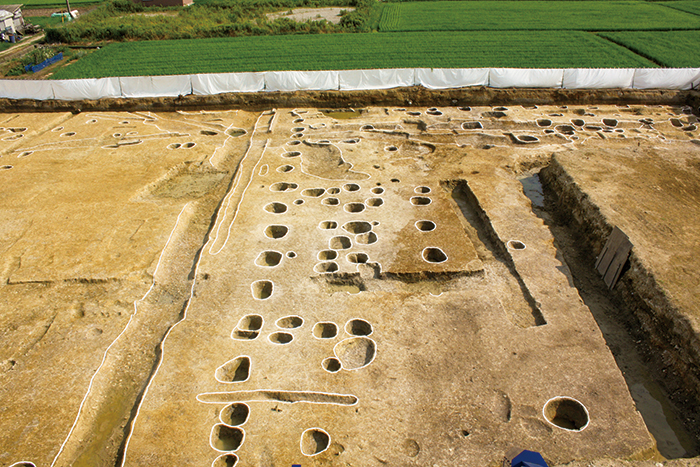
河合遺跡（河合5丁目）で確認された奈良時代の長舎（南西の隅）

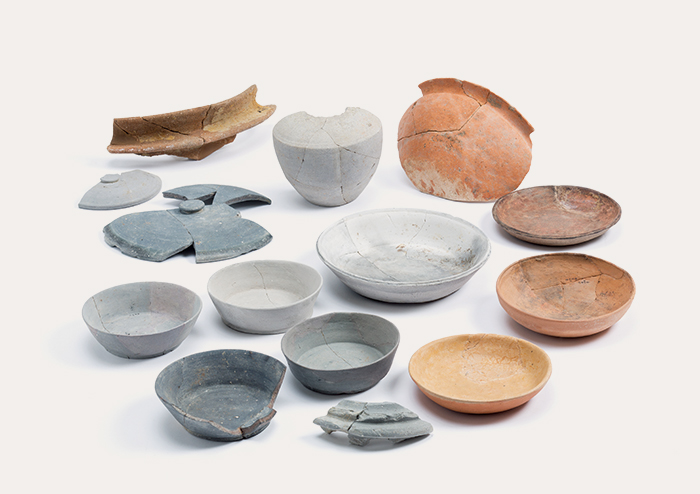
河合遺跡（河合5丁目）から出土した奈良時代の土器

### 鎌倉時代
河合3丁目の古池の底及び堤下で実施された発掘調査で集落跡が確認されている。土坑からは瓦が出土しており、瓦葺建物が存在した可能性がある。また、素掘り井戸からは鎌倉時代中頃の瓦器椀が出土している。この集落跡が確認されたことにより、古池の築造時期が鎌倉時代中頃を遡らないことが分かる。

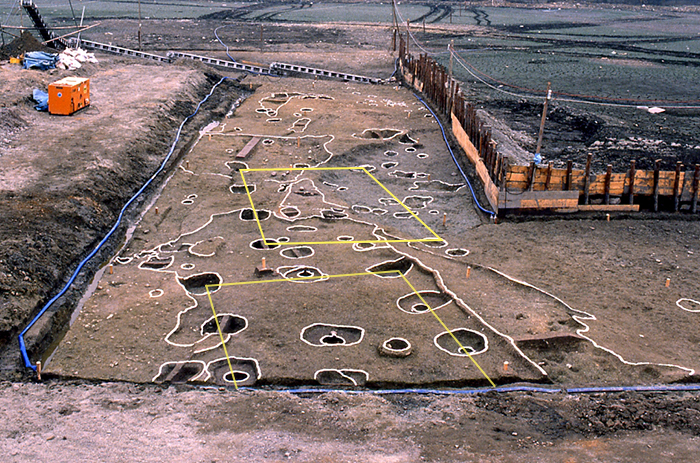
河合遺跡で確認された奈良時代から鎌倉時代の建物跡

また、河合5丁目では掘立柱建物の柱穴と土坑状の落ち込みが確認されており、そこからは瓦器が出土している。

### 江戸時代
河合3丁目において灌漑用の井戸と思われる土坑が確認された事例を除き、この時期の遺構は確認されていない。河合遺跡の範囲は、江戸時代には河内国八上郡河合村で天正11（1583）年8月に羽柴秀吉が福島正則に八上郡川合郷を与えた記録が残っているが、集落の形成時期は不明である。

## 展示
- 松原市立学校給食センターの南西隅に奈良時代の地方官衙についての説明板があり、長舎の柱穴の位置が標柱で表示されている。